# Cimetière de Highgate
Le cimetière de Highgate est un cimetière situé à Highgate, un quartier du nord de Londres (Royaume-Uni).

## Histoire
Ce cimetière dans sa forme originelle - correspondant à l'actuelle partie nord-ouest du cimetière - fut ouvert en 1839. Il fait partie des sept cimetières ouverts autour du centre de Londres connus sous le nom de Magnificent Seven qui avaient pour but de limiter le risque de propagation des maladies causée par la proximité de sépultures des anciens cimetières londoniens, situés dans le centre-ville. Le plan initial fut créé par l'architecte et entrepreneur Stephen Geary.
Le cimetière de Highgate fut dédié à saint James le lundi 20 mai 1839 par le Révérend Charles Blomfield, Évêque de Londres. Quinze acres furent réservées à l’Église d'Angleterre et deux acres aux Dissidents Anglais. Les concessions furent vendues pour une période limitée ou à perpétuité. La première inhumation fut celle d'Elizabeth Jackson de Little Windmill Street, Soho, le 26 mai.
Highgate, tout comme les autres Magnificent Seven devint rapidement un endroit à la mode pour les inhumations et fut beaucoup visité et admiré. Le lien particulier qu'entretenaient les Victoriens avec la Mort a entraîné la création de très nombreuses sépultures et caveaux gothiques. Le cimetière occupe un flanc de colline, légèrement en dessous du sommet de la colline de Highgate, près du parc Waterlow. En 1854, le terrain à l'est de l'emplacement originel, de l'autre côté de Swains Lane, fut acheté pour former la partie Est du cimetière. Les deux parties de Highgate, Est et Ouest, sont toujours utilisées de nos jours pour les inhumations. 

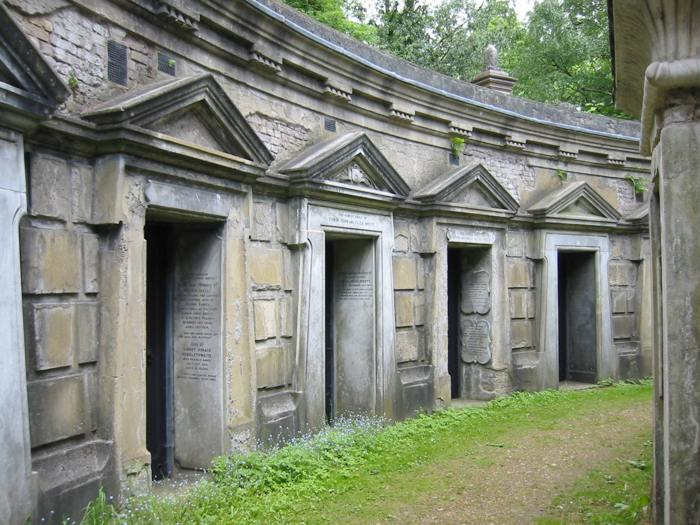
Cercle du Liban.

Le site est couvert d'arbres, de buissons et de fleurs sauvages, dont la plupart ont été plantés puis laissés à l'abandon, donnant un aspect sauvage à la végétation. Parmi les arbres de Highgate, on notera la présence d'un énorme cèdre du Liban, probablement planté 100 à  150 ans avant la création du cimetière. Celui ci surplombe l'Avenue égyptienne et le Cercle du Liban, partie orientaliste de la section Ouest, creusée dans le flanc de la colline. Le cimetière est également une réserve naturelle pour les oiseaux et les petits animaux.  Pour sa protection, la partie Ouest du cimetière, qui comprend une collection impressionnante de mausolées et de pierres tombales victoriens élaborés, n'est accessible que lors de visites guidées. La partie Est, plus récente, peut être visitée individuellement.
La tombe de Karl Marx (située en face de celle d'Herbert Spencer,), l'Avenue égyptienne et le Columbarium sont des monuments classés Grade I.
Le cimetière de Highgate connut un succès médiatique des années 1960 à 1980 pour son soi-disant passé occulte, et plus particulièrement pour la légende urbaine du vampire d'Highgate.

## Personnalités inhumées

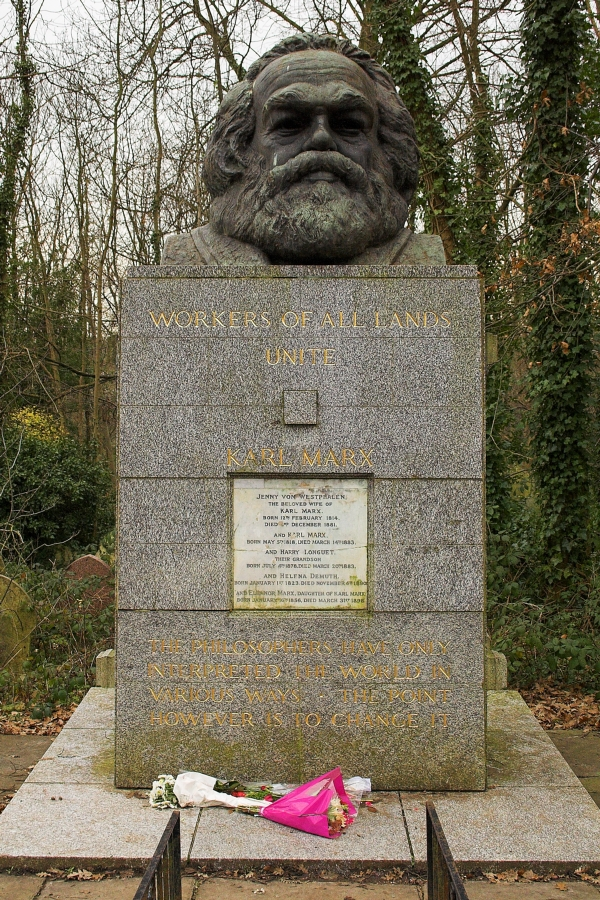
Tombe de Karl Marx.

- Douglas Adams (1952-2001), écrivain et scénariste britannique
- Edward Hodges Baily (1788-1867), sculpteur britannique
- Beryl Bainbridge (1932 ou 1934-2010), romancière
- Catherine Booth-Clibborn (1858–1955), pionnière britannique de l'Armée du salut en France et en Suisse
- Jacob Bronowski, scientifique
- William Benjamin Carpenter (1813-1885), naturaliste
- Patrick Caulfield, peintre
- Robert Caesar Childers, écrivain
- William Kingdon Clifford, philosophe
- John Copley, 1er Baron Lyndhurst
- Charles Cowper, homme politique
- Yusuf Dadoo (1909-1983), homme politique
- Catherine Dickens (1815-1879), épouse de Charles Dickens
- John Dickens, journaliste et père de Charles Dickens
- George Eliot (1819-1880), écrivaine
- Michael Faraday (1791-1867), physicien
- Paul Foot (1937-2004), journaliste
- Lucian Freud (1922-2011), peintre et graveur, petit-fils de Sigmund Freud
- William Friese-Greene, pionnier du cinéma
- George Arthur Fripp (1813-1896), peintre
- John Galsworthy (1867-1933), romancier et dramaturge
- Stella Gibbons (1902-1989), romancière et poétesse
- Sheila Gish (1942-2005), actrice
- Radclyffe Hall (1880-1943), poétesse et romancière
- Mansoor Hekmat, communiste
- Rowland Hill (1795-1879), personnalité importante de l'histoire postale
- Eric Hobsbawm (1917-2012), historien
- Frank Holl (1845-1888), peintre
- Georgiana Houghton, spirite
- Bert Jansch (1943-2011), musicien
- Claudia Jones (1915-1964), journaliste et militante trinidadienne
- George Henry Lewes (1817-1878), philosophe et critique littéraire
- Alexandre Litvinenko (1962-2006), agent du KGB et du FSB
- Malcolm McLaren (1946-2010), homme d'affaires, musicien et agent artistique
- Anna Mahler, sculpteur
- Eleanor Marx (1855, 1898), militante socialiste, fille de K. Marx
- Karl Marx (1818-1883), économiste et philosophe allemand
- George Michael (1963-2016), auteur-compositeur-interprète et producteur de musique
- Samuel Noble (1779-1853), graveur, adepte du Rite Swedenborg
- Sherard Osborn (1822-1875), amiral de la Royal Navy et explorateur de l'Arctique
- Frances Polidori (1800-1886), fille de Gaetano Polidori
- Ralph Richardson (1902-1983), acteur
- Christina Rossetti (1830-1894), poétesse
- William Michael Rossetti (1829-1919), écrivain et critique littéraire
- Tom Sayers (1826-1865), boxeur
- Elizabeth Siddal (1829-1862), modèle, poétesse, artiste-peintre préraphaélite
- Jean Simmons (1929-2010), actrice
- Donald Alexander Smith, homme politique
- Herbert Spencer, philosophe
- Leslie Stephen, écrivain
- Alfred Stevens (1817-1875), peintre et sculpteur
- Arthur Waley, sinologue
- Max Wall (1908-1990), humoriste et acteur
- Opal Whiteley (1897-1992), écrivaine, naturaliste et scientifique
- George Wombwell, propriétaire de ménagerie
- Mrs. Henry Wood (1814-1887), écrivaine
- Adam Worth, criminel
- Patrick Wymark, acteur

## Galerie

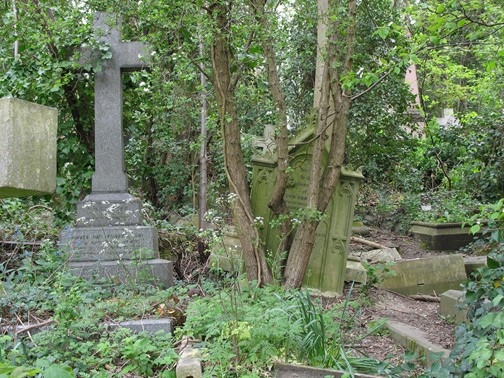
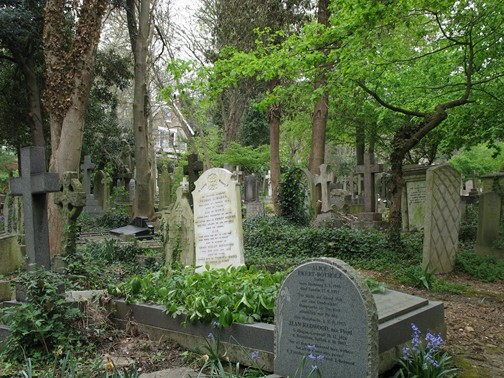
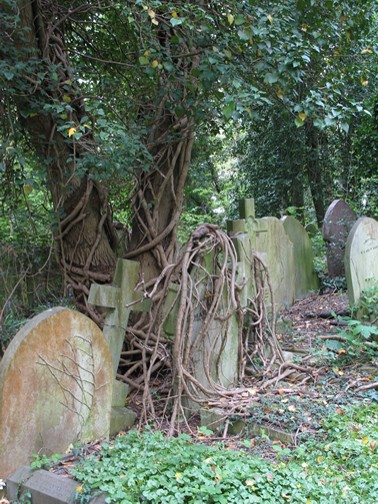
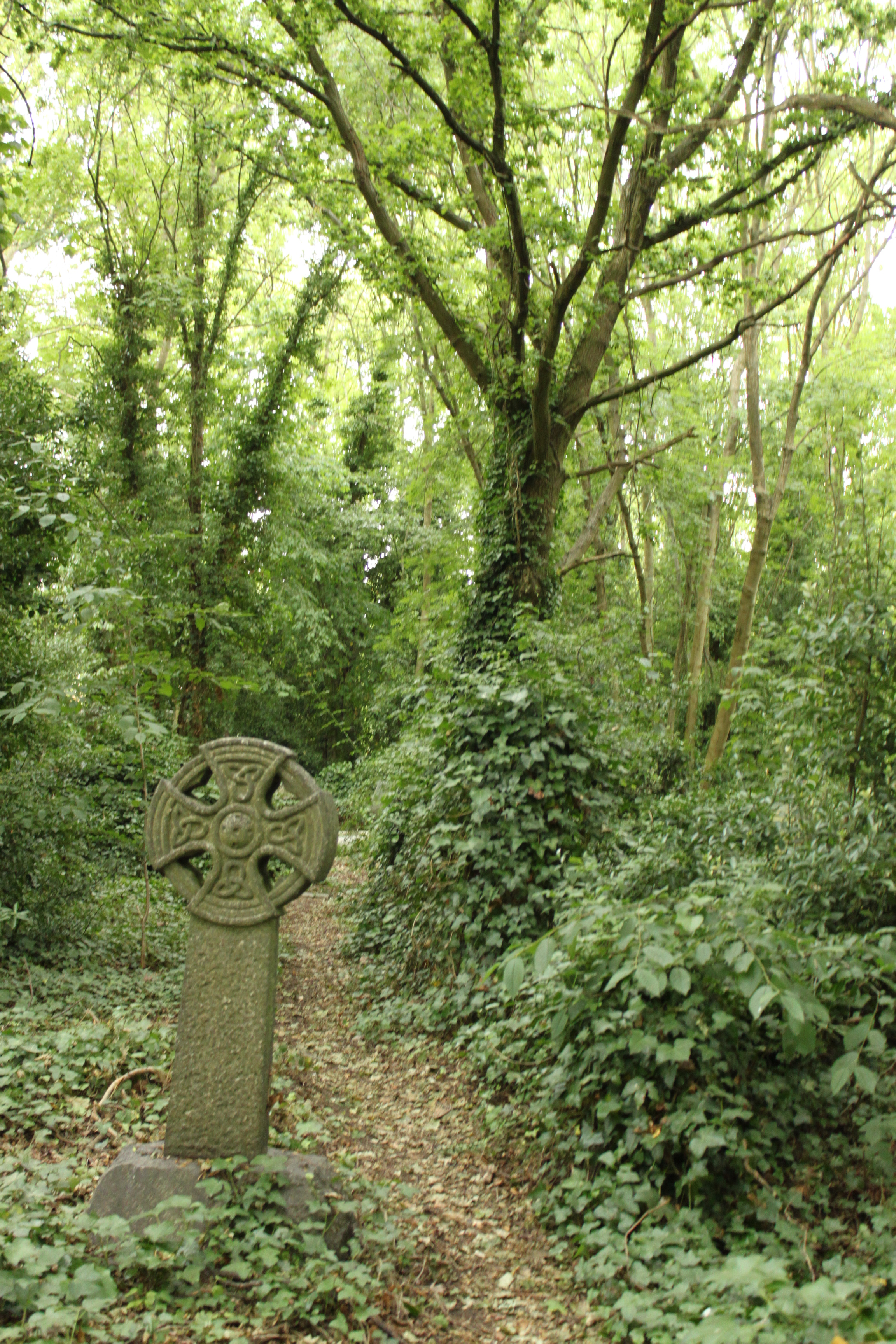
Cimetière de Highgate Est (2010).
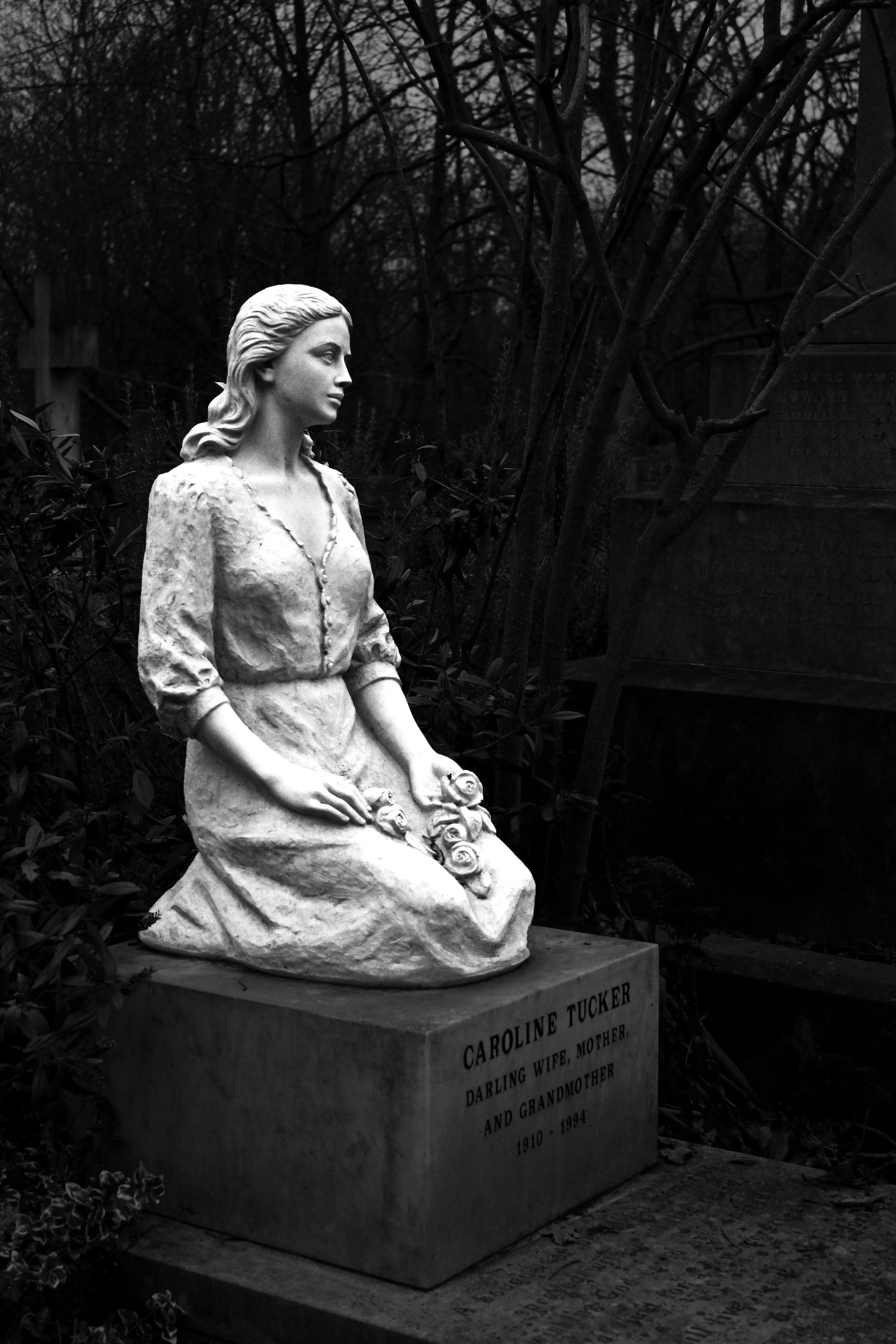
Tombe de Caroline Tucker.
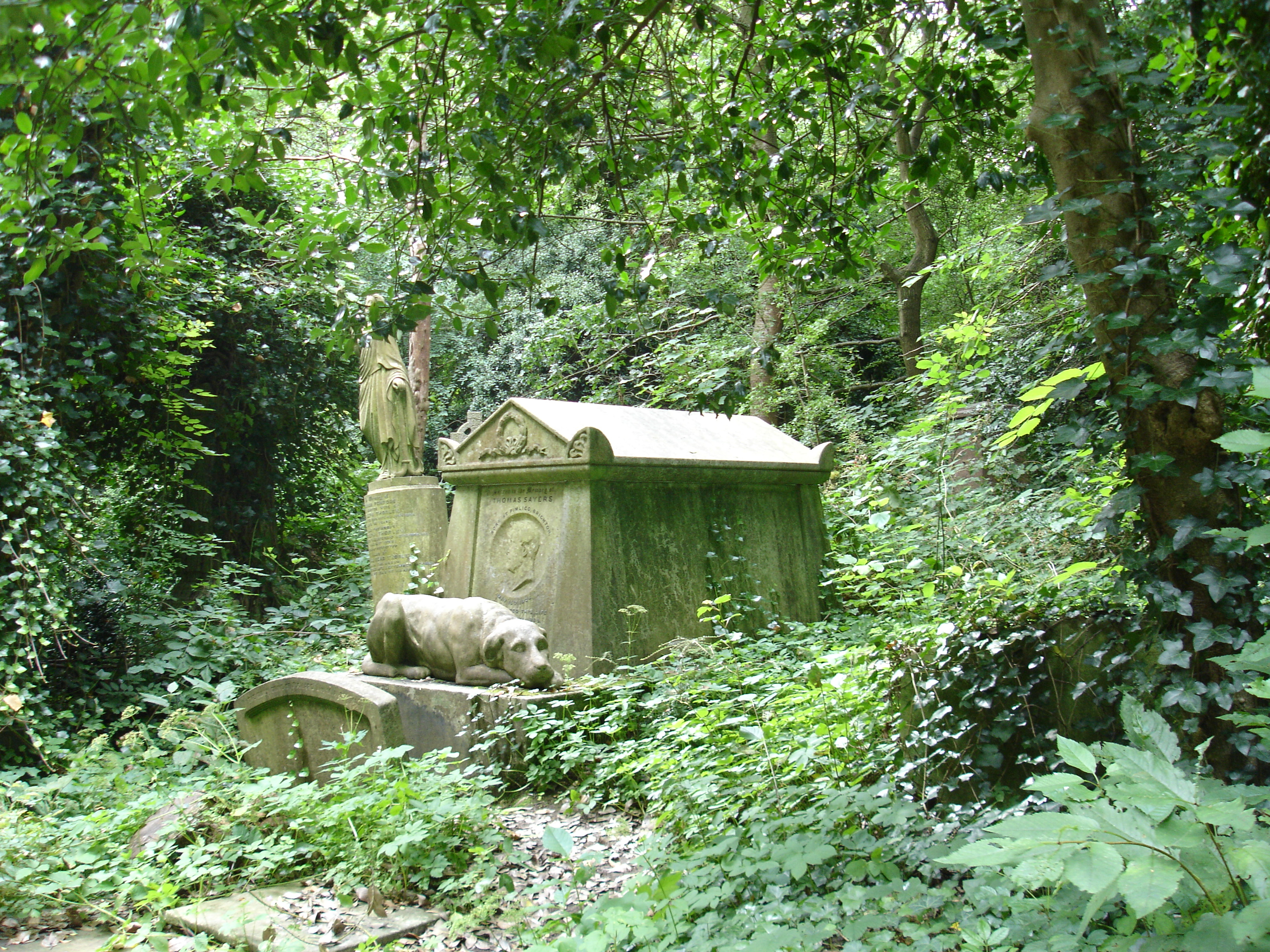
Tombe de Tom Sayers.
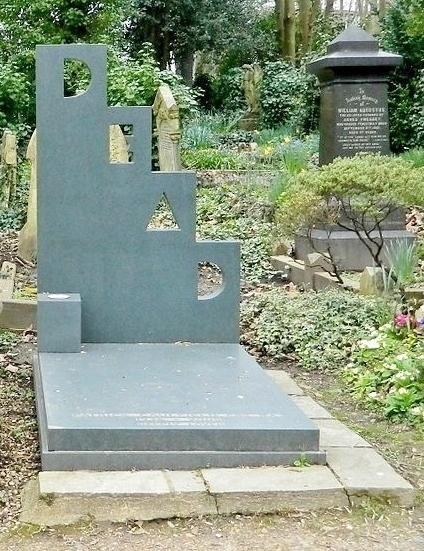
Tombe de Patrick Caulfield.
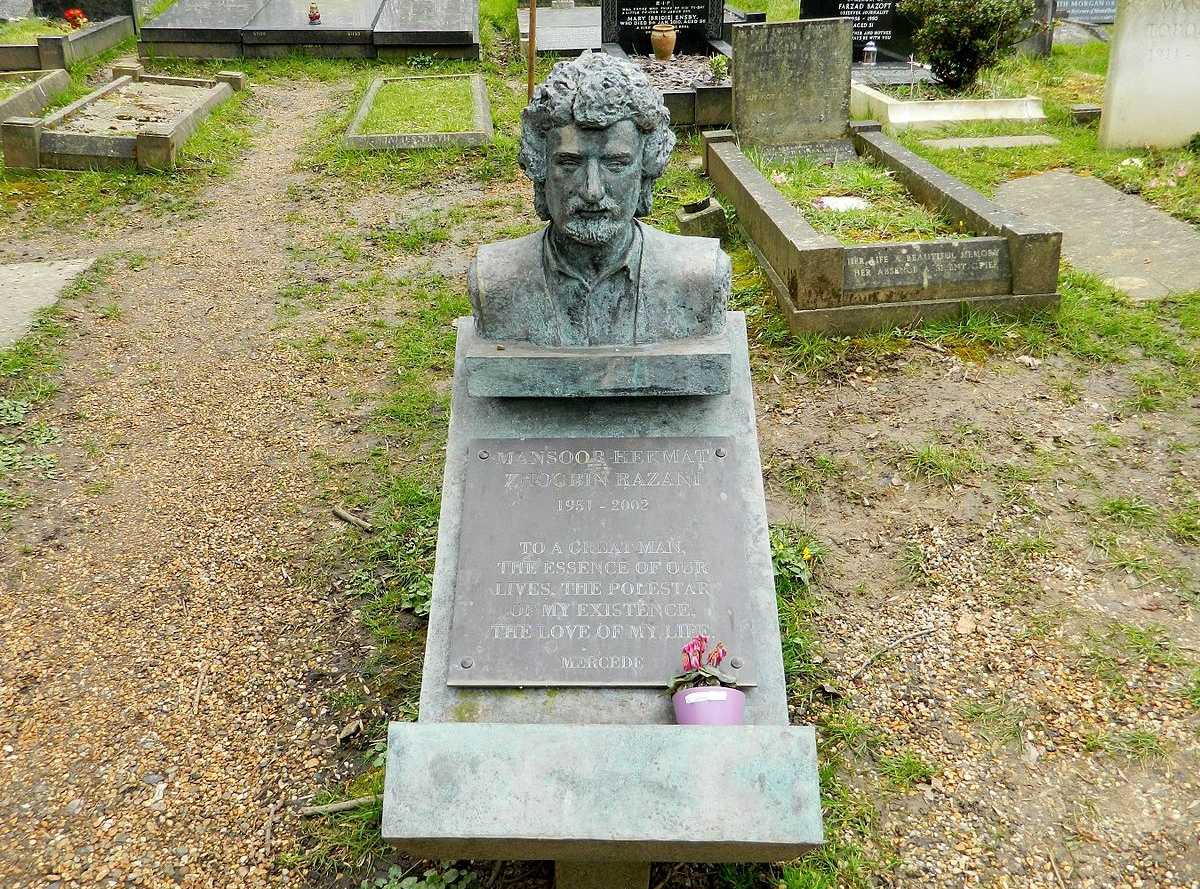
Tombe de Mansoor Hekmat.
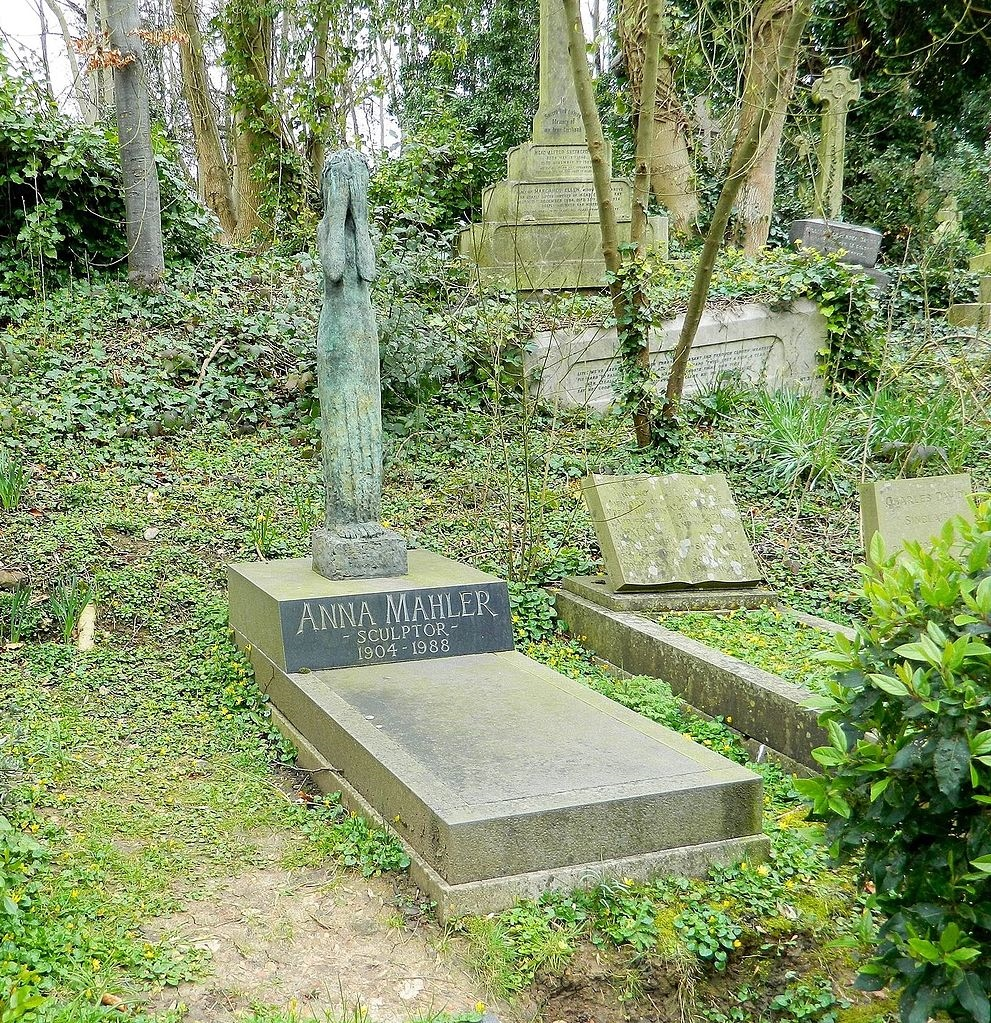
Tombe d'Anna Mahler.
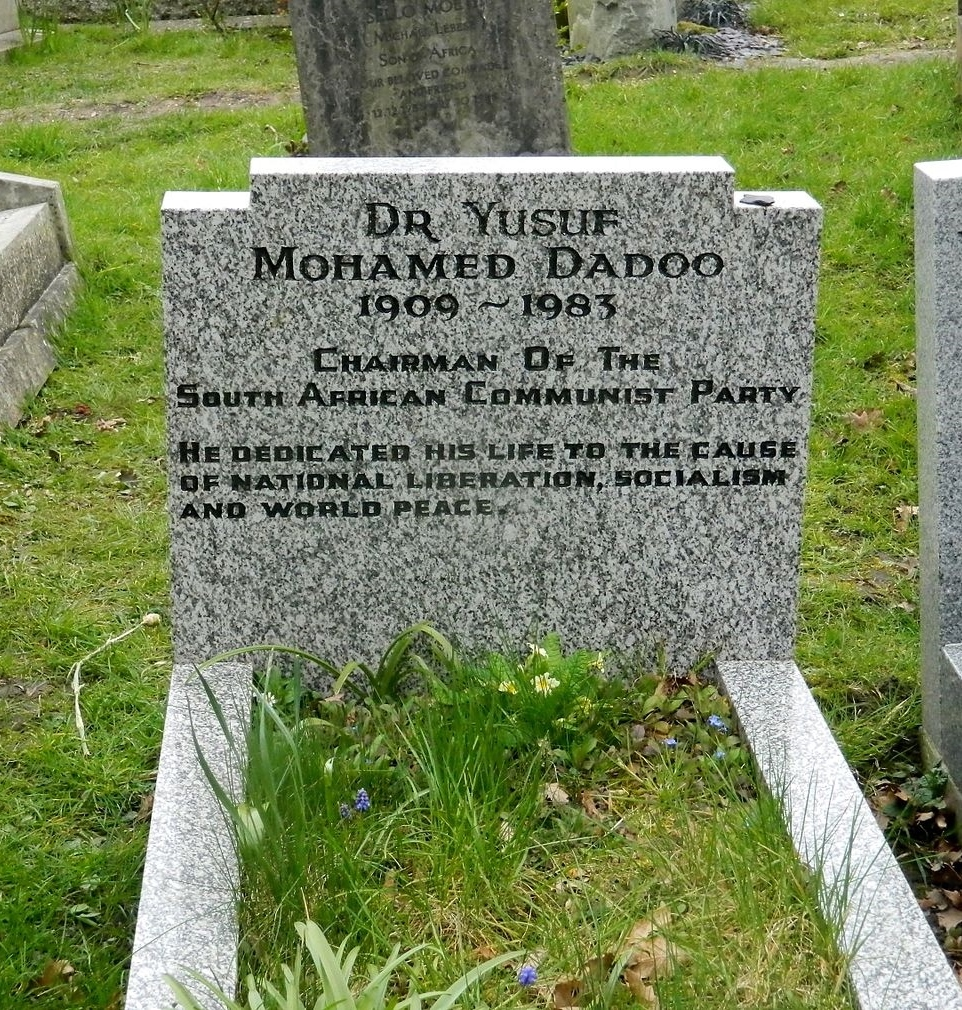
Tombe de Yusuf Dadoo.
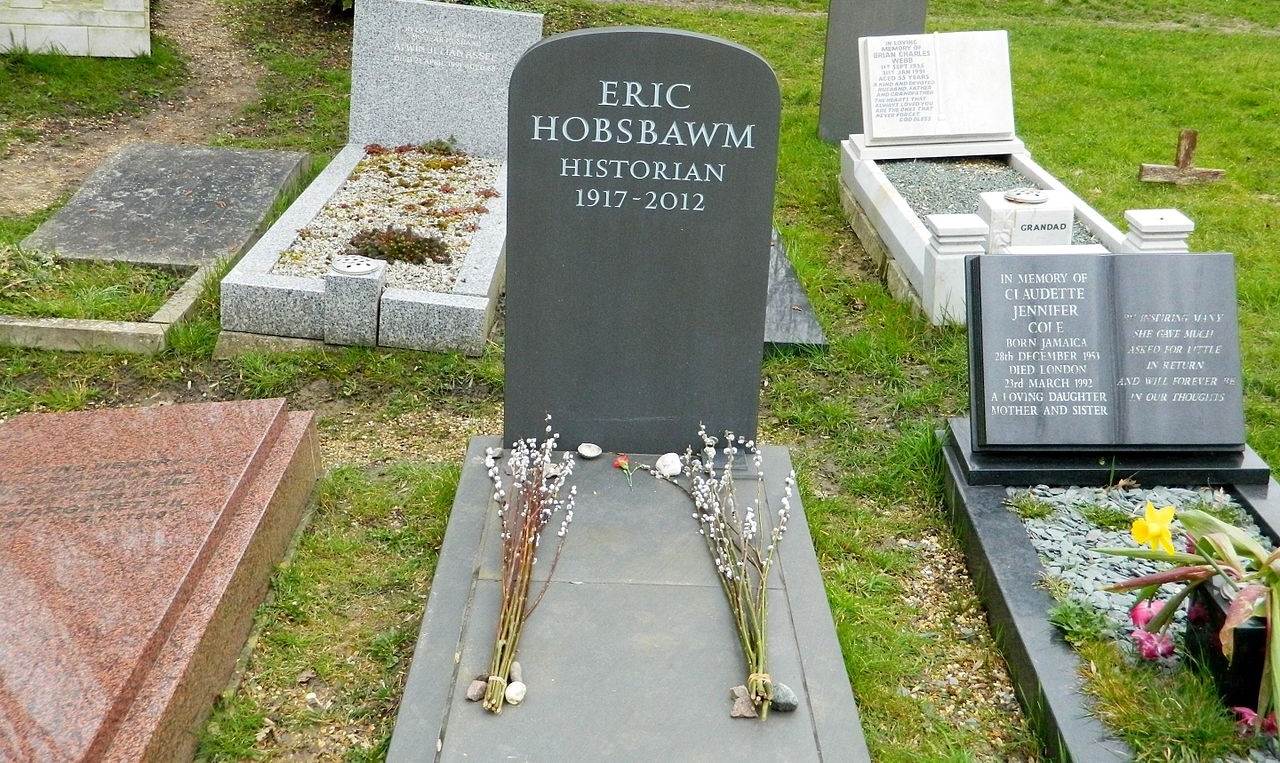
Tombe d'Eric Hobsbawm.